# Liliane Schraûwen
Liliane Schraûwen, née à Etterbeek (Bruxelles) le 3 décembre 1946, est une romancière et nouvelliste belge de langue française. 

## Biographie
Liliane Schraûwen passe son enfance à Kalemie (ex Albertville) au Congo belge, où son père travaille à la CFL (devenue la société nationale des chemins de fer du Congo). Après des études de lettres, elle exerce plusieurs métiers (courriériste, rédactrice publicitaire, secrétaire, journaliste, directrice de collection, nègre et rewriter…) mais elle est avant tout enseignante et écrivaine.
Elle est l'auteur de plusieurs romans et recueils de nouvelles, de romans pour enfants, d'ouvrages à caractère historique ainsi que de nombreux textes et nouvelles dans divers médias et revues (Marginales, Le Soir, La Libre Belgique, Le Spantole, Femmes d'Aujourd'hui, le Non-dit, Le Carnet et les Instants, Pollen d'Azur…). Elle a été également directrice de collection.

## Publications

### Romans
- La Mer éclatée, éditions Régine Deforges, 1991[4].
- La Fenêtre, éditions Les éperonniers, 1996. Réédité aux éditions MEO 2017.
- Lignes de fuite, éditions Luce Wilquin, 2012[5],[6].
- Vivement ce soir..., éditions Luce Wilquin, 2016.

### Recueils de nouvelles
- Instants de femmes, éditions Luce Wilquin, septembre 1997[7],[8].
- Le Jour où Jacques Brel…, éditions Luce Wilquin, septembre 1999[9].
- Race de salauds, éditions Quadrature, septembre 2005[10].
- Ailleurs, éditions MEO, 2015 (nouvelles fantastiques).
- À deux pas de chez vous..., 2016, éditions Zellige.

### Ouvrages pour la jeunesse
- Max et le Vampire, éditions Averbode & Luc Pire
- Louise du bout du monde, éditions Averbode & Luc Pire
- Le Secret, éditions Averbode, mai 2006.

### Ouvrages historiques
- Le Mystère Jean-Paul Ier, éditions Marabout, collection Histoire et Mystères, 1995.
- Les grandes affaires criminelles de Belgique, éditions De Borée, 2014.
- Histoires criminelles en Belgique (4 tomes), éditions Luc Pire, 2015.

### Prix et distinctions
- 1992	Bourse d'encouragement de l'Académie Royale de langue et de littérature française de Belgique pour La Mer éclatée.
- 1993	Bourse d'aide à l'écriture allouée par la Communauté Française de Belgique.
- 1996	Prix littéraire de la Communauté française de Belgique pour La Fenêtre[7],[8].
- 1998	Prix littéraire Emma Martin décerné par l'Association des Écrivains belges de langue française pour Instants de Femmes[11].
- 2001 & 2003	Bourse d'aide à l'écriture et résidence d'auteur à Rome (Academia Belgica).
- 2006	Bourse d'Aide à l'édition de l'Académie Royale de langue et de littérature française de Belgique pour Race de Salauds.

### Divers
- en collaboration avec Yannick ZIEGLER : Dictionnaire de citations pas comme les autres, éd. La Renaissance du Livre, 2017[12].